# Union Sportive Quevilly-Rouen Métropole
Union Sportive Quevilly-Rouen Métropole é um clube de futebol da França, sediado em Le Petit-Quevilly, no departamento francês de Sena Marítimo (ou Seine-Maritime). Atualmente disputa a Ligue 2.
Fundado em 1902, um dos grandes feitos dos "Canários" foi na temporada 2011–12, quando alcançou a final da Copa da França de 2011–12, batendo grandes clubes nos momentos decisivos, caindo apenas para o tradicional Lyon. 
Em abril de 2015, juntou-se com o FC Rouen e ganhou a denominação atual; a fusão não foi direta, uma vez que o Rouen continua em atividade.
Seus jogos como mandante ocorrem no Stade Robert Diochon, que possui capacidade para receber 12.018 torcedores e é compartilhado com o FC Rouen. As cores do clube são vermelho e amarelo.

## Títulos

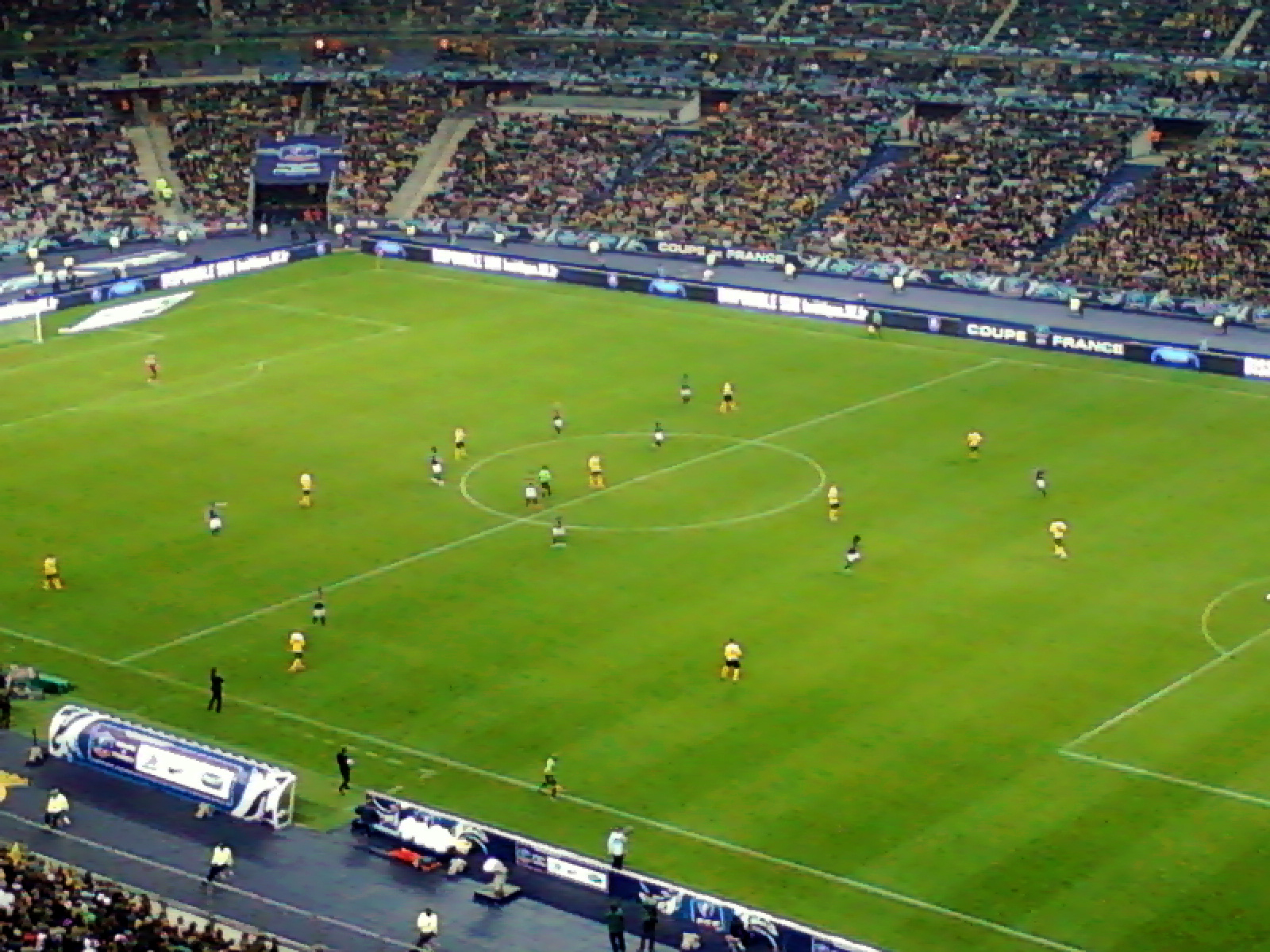
Jogo entre Quevilly e Lyon pela final da Copa da França de 2011-12

- Ligue de football de Normandie (7): 1934, 1935, 1937, 1938, 1950, 1977 e 1999
- Primeira Divisão da Ligue athlétique de Haute-Normandie (1): 1905
- Coupe de Normandie (4): 1943, 1954, 1970 e 2010

Campanhas de Destaque
- Vice-Campeão da Copa da França (2): 1926–27 e 2011–12[4][5][6][7]

## Links
- Site oficial (em francês)